# Stelis omalosantha
Stelis omalosantha är en orkidéart som beskrevs av João Barbosa Rodrigues. Stelis omalosantha ingår i släktet Stelis och familjen orkidéer. Inga underarter finns listade i Catalogue of Life.

## Bildgalleri

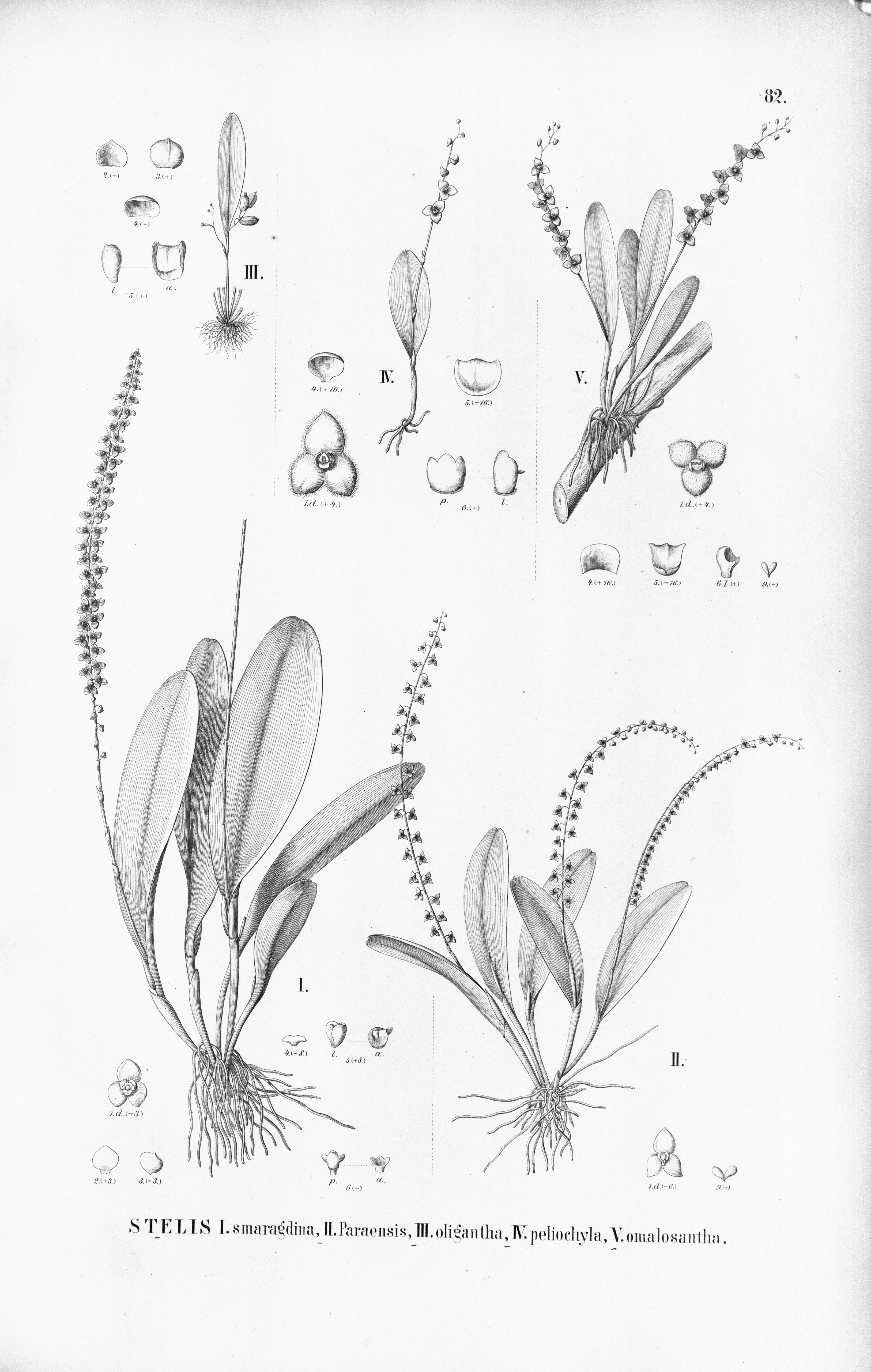
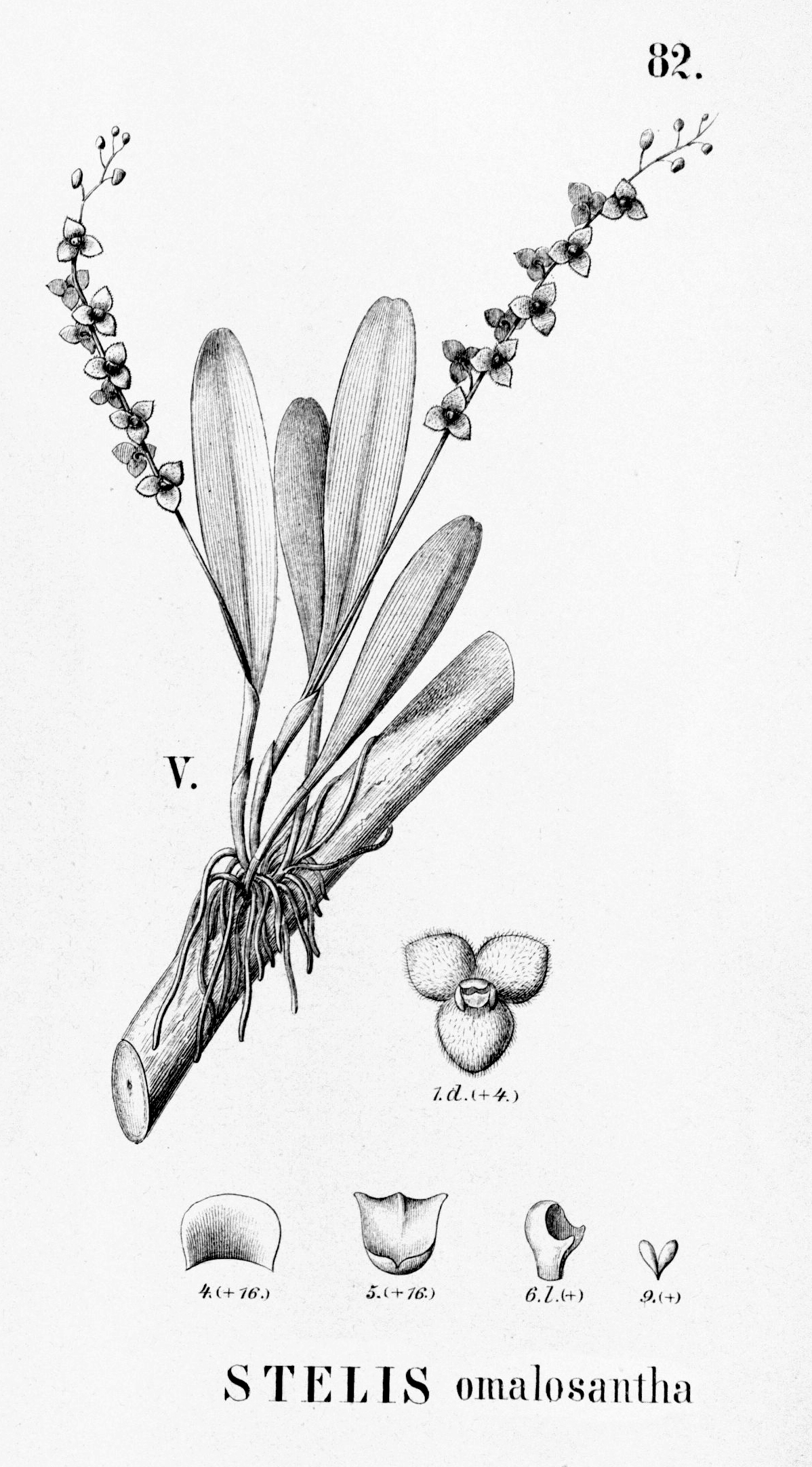